# 八幡市立美濃山小学校
八幡市立美濃山小学校（やわたしりつ みのやましょうがっこう）は、京都府八幡市欽明台西にある公立小学校。

## 概要
八幡市南西部の美濃山地区・欽明台地区などを校区とする市立小学校である。京阪東ローズタウンの開発に伴う人口増加により建設された。2002年に開校したが、それまでの市立学校にはない新しい発想で設計されている。
コミュニティーセンター併設
市内2番目のコミュニティーセンターとして、美濃山コミュニティーセンターが1階に開設された。ホールと研修室があるだけでなく、住民票の発行など地域の窓口としても機能している。
完全バリアフリー化
校舎内外の段差を解消するだけでなく、身体障害者用トイレ（校舎各階と体育館、プール）やエレベーターを設置することにより、完全バリアフリー化が達成されている。
児童の安全に配慮した設計
職員室が通学路、グラウンド、プールが見渡せる位置に配置された設計となっている。正門には開校当時から防犯カメラが設置されている。
環境に配慮した設計
天然ガスコージェネレーションシステムを設置することにより、二酸化炭素発生量削減に貢献している。屋上緑化や雨水利用も行われている。建設時にはできるだけ自然の傾斜地を利用して発生残土を抑制し、廃タイヤ等を原料とする舗装が導入された。
給食室のドライシステム化
開校に伴い市立小学校初となる、完全ドライ方式の給食室が導入された。完全ドライ方式とは調理場を常に乾いた状態に保つ方法で、食中毒の原因となる細菌の繁殖を抑える効果が期待できる。2010年7月の時点で市立小学校の給食室ではくすのき小学校と中央小学校がセミドライ化されているが、完全ドライ化されているのは美濃山小学校のみとなっている。ちなみにこの給食室は停電した状況でも、コージェネレーションシステムの自家発電機能を利用することにより、調理が可能となっている。
民間企業による立て替え建設
民間企業の京阪電気鉄道が建設費用の立て替えを行い建設された。八幡市の小中学校は1970年代、1980年代の人口急増期に立て替え制度を利用して建設が行われたものが多い。結果として円滑に学校建設が行われ、当時各地でみられたプレハブ校舎建設の回避に役立った。しかし、それらは日本住宅公団（現・都市再生機構）や財団法人山城学校建設公社などの公的機関によるもので、民間企業による立て替え建設の事例は美濃山小学校が初である。

## 沿革
- 2002年（平成14年）4月1日 - 八幡市立美濃山小学校開校
- 2003年（平成15年）3月7日 - 校歌発表会にて校歌を発表する[3]
- 2005年（平成17年）4月1日 - 2学期制導入
- 2006年（平成18年）2月1日 - 正門をオートロック化[4]
- 2008年（平成20年）2月 - 児童数増加に伴い4階（9教室、トイレ）を増築[5]
- 2008年（平成20年）12月 - 米飯給食を週3回から3.5回に変更
- 2009年（平成21年） - コンピューター教室の機器を更新
- 2010年（平成22年）4月 - 米飯給食を週3.5回から4回に変更
- 2010年（平成22年） - 各教室に地デジ対応液晶テレビを設置

## 目指す児童像
- 「未来に向かって」「伸び伸びと」「やる気を持って」「学ぶ子ども」

## 歴代校長
- 初代：芦田隆夫（2002-2004年度）
- 2代：桐村幸雄（2005-2006年度）
- 3代：今井清仁（2007-2008年度）
- 4代：信次剛司（2009-2013年度）

## 主な進学先
- 八幡市立男山東中学校

八幡市では公立学校選択制が導入されていないため、美濃山小学校卒業後、市立中学校への進学は自動的に男山東中学校となる。

## 学校の周辺
周辺施設
- きんめい近隣公園
- ソフィアモール
- ミニストップ八幡欽明台店
- 山鳩第二保育園
- 京都府警察八幡警察署美濃山交番

周辺道路
- 八幡市道山手幹線

## 交通アクセス
- 鉄道利用
  - JR西日本学研都市線 松井山手駅下車
- バス利用
  - 京阪バス「きんめい公園」下車

## 通学区域が隣接している学校
- 八幡市立南山小学校
- 八幡市立中央小学校
- 八幡市立有都小学校
- 京田辺市立大住小学校
- 京田辺市立松井ヶ丘小学校
- （大阪府）枚方市立菅原小学校
- （大阪府）枚方市立長尾小学校